# Selaginella scabrifolia
Selaginella scabrifolia är en mosslummerväxtart som beskrevs av Ren Chang Ching och Chu H. Wang. Selaginella scabrifolia ingår i släktet mosslumrar, och familjen mosslummerväxter. Inga underarter finns listade i Catalogue of Life.